# جوسيب كولومر
جوسيب كولومر (بالإسبانية: Josep M. Colomer)‏ هو عالم سياسة واقتصادي إسباني، ولد في 1949.